# Metrichia adamsae
Metrichia adamsae är en nattsländeart som beskrevs av Oliver S. Flint Jr. och Bueno-soria 1998. Metrichia adamsae ingår i släktet Metrichia och familjen smånattsländor. Inga underarter finns listade i Catalogue of Life.